# Linton Garner
Linton Garner (* 25. März 1915 in Greensboro, North Carolina; † 6. März 2003 in Vancouver) war ein Jazz-Pianist und Arrangeur der Genres Swing und Bebop.

## Leben und Wirken
Linton Garner ist der ältere Bruder von Erroll Garner. Er spielte ab 1924 Trompete und war in lokalen Orchestern tätig, wo er u. a. mit Art Blakey und Billy Eckstine spielte. Er wechselte jedoch 1935 zum Klavier, das er schon frühzeitig spielen lernte. Als Pianist und Arrangeur war er 1946/47 für Billy Eckstine tätig und begleitete die Sängerin Timmie Rogers von 1947 bis 1955. Danach hatte er Engagements als Solopianist. Außerdem arbeitete er als Arrangeur für Dizzy Gillespie (Minor Walk 1947 und Duff Capers 1948). Als Pianist wirkte er auch an einer Session im Oktober 1946 mit dem Sänger Earl Coleman mit, bei der auch der junge Miles Davis mitwirkte, sie wurde auf dessen Album „Boppin’ the Blues“ veröffentlicht. Garner arbeitete außerdem mit Babs Gonzales, Fats Navarro und Allen Eager.
1974 zog er nach Vancouver, wo in einem Restaurant im Stadtteil Kitsilano sang und Klavier spielte.